# Condemnation
«Condemnation» és el vint-i-novè senzill de la banda musical Depeche Mode i tercer de l'àlbum Songs of Faith and Devotion. Fou llançat el 13 de setembre de 1993.

## Informació
Es tracta d'una cançó d'estil gospel però amb un gir a la música rock que va compondre Martin Gore. És un dels temes favorits de David Gahan, que volia que aquesta cançó fou el primer senzill de l'àlbum, però amb els altres membres de la banda van escollir «I Feel You» finalment. Està conduïda per un piano greu i pesant, i una lletra que tracta la part dolorosa de l'amor, provocant que sigui una de les cançons més sentides i tristes de la banda. És una simple metàfora sobre els sentiments que produeix l'amor verdader, ja que explica com una persona està condemnada a partir del moment que s'enamora a estar captivat d'algú, que passa a ser el que el marca la vida, l'únic, sense remei ni solució. Per al senzill promocional van introduir una versió lleugerament diferent que van anomenar "París Mix".
Les cares-B del senzill són «Death's Door (Jazz Mix)», «Rush» i algunes cançons en directe de la gira Devotional Tour. «Death's Door» també està inspirada en el gospel però més al·legòrica i fou produïda per Gore i Alan Wilder abans de la gira World Violation Tour. La versió original fou inclosa en la banda sonora de la pel·lícula Until the End of the World (1991) mentre que en el senzill només hi van incloure la versió "Jazz Mix".
El videoclip del senzill fou dirigit novament per Anton Corbijn i fou filmat a Hongria. Aquest no fou inclòs en el recopilatori de videoclips The Videos 86>98 (1998), ja que fou substituït per la versió en directe de la gira Devotional Tour. Posteriorment fou escollit pel rellançament de la compilació del 2002 (Videos 86>98+). Ambdós videoclips apareixen en el rellançament del DVD Devotional del 2004, tanmateix, el videoclip en directe (Condemnation Live) fou editat i no és idèntic a l'original.

## Llista de cançons
12": Mute/12Bong23 (Regne Unit)
1. "Condemnation" (Paris Mix) − 3:22
2. "Death's Door" (Jazz Mix) − 6:38
3. "Rush" (Spiritual Guidance Mix) − 5:30
4. "Rush" (Amylnitrate Mix - Instrumental) − 7:43
5. "Rush" (Wild Planet Mix - Vocal) − 6:23

12"/CD: Mute/L12Bong23 i Mute/LCDBong23 (Regne Unit)
1. "Condemnation" (directe) − 4:08
2. "Personal Jesus" (directe) − 6:00
3. "Enjoy the Silence" (directe) − 6:47
4. "Halo" (directe) − 4:54

12": Sire/Reprise 41058-0 (Estats Units)
1. "Condemnation" (directe) − 4:08
2. "Enjoy The Silence" (directe) − 6:47
3. "Halo" (directe) − 4:54
4. "Death's Door" (Jazz Mix) − 6:38
5. "Rush" (Spiritual Guidance Mix) − 5:30
6. "Rush" (Nitrate Mix) − 7:41
7. "Rush" (Wild Planet Mix) − 6:23
8. "Condemnation" (Paris Mix) − 3:22

Casset: Mute/CBong23 (Regne Unit)
1. "Condemnation" (Paris Mix) − 3:22
2. "Death's Door" (Jazz Mix) − 6:38

Casset: Sire/Reprise 41058-4 (Estats Units)
1. "Condemnation" (Paris Mix) − 3:22
2. "Enjoy The Silence" (directe) − 6:47
3. "Halo" (directe) − 4:54
4. "Condemnation" (directe) − 4:08
5. "Rush" (Spiritual Guidance Mix) − 5:30
6. "Rush" (Nitrate Mix) − 7:41
7. "Rush" (Wild Planet Mix) − 6:23
8. "Death's Door" (Jazz Mix) − 6:38

CD: Mute/CDBong23 (Regne Unit)
1. "Condemnation" (Paris Mix) − 3:22
2. "Death's Door" (Jazz Mix) − 6:38
3. "Rush" (Spiritual Guidance Mix) − 5:30
4. "Rush" (Amylnitrate Mix - Instrumental) − 7:43

CD: Mute/CDBong23X (Regne Unit, 2004) i Reprise/CDBong23/R2-78893E (Estats Units)
1. "Condemnation" (Paris Mix) − 3:22
2. "Death's Door" (Jazz Mix) − 6:38
3. "Rush" (Spiritual Guidance Mix) − 5:30
4. "Rush" (Amylnitrate Mix - Instrumental) − 7:43
5. "Rush" (Wild Planet Mix - Vocal) − 6:23
6. "Condemnation" (directe) − 4:08
7. "Personal Jesus" (directe) − 6:00
8. "Enjoy The Silence" (directe) − 6:47
9. "Halo" (directe) − 4:54

Casset: Sire/Reprise 41058-2 (Estats Units)
1. "Condemnation" (Paris Mix) − 3:22
2. "Rush" (Spiritual Guidance Mix) − 5:30
3. "Death's Door" (Jazz Mix) − 6:38
4. "Rush" (Nitrate Mix) − 7:41
5. "Enjoy The Silence" (directe) − 6:47
6. "Halo" (directe) − 4:54
7. "Condemnation" (directe) − 4:08

- Els temes en directe foren enregistrats en un concert realitzat al The Forum de Milà (Itàlia), l'any 1993.
- La versió Nitrate Mix de «Rush» també és coneguda com a Amylnitrate Mix - Instrumental en els llançaments europeus.
- La versió Paris Mix de «Condemnation» fou remesclada per Alan Wilder i Steve Lyon.
- La versió Jazz Mix de «Death's Door» fou remesclada per Depeche Mode i Steve Lyon.
- La versió Spiritual Guidance Mix de «Rush» fou remesclada per Jack Dangers.
- La versió Amylnitrate Mix – Instrumental de «Rush» fou remesclada per Tony Garcia i Guido Osorio.
- La versió Wild Planet Mix – Vocal de «Rush» fou remesclada per Tony Garcia i Guido Osorio.